# Xurxo Borrazás
Xurxo Borrazás (Carballo, La Coruña, 6 de agosto de 1963) es un escritor y traductor español en lengua gallega. Alguna de sus obras se han definido como paradigmas de la estética posmoderna más transgresora. Colabora habitualmente en prensa con artículos de opinión en los ámbitos de la cultura y la política.

## Obras

### Novelas
- Cabeza de chorlito (1991)
- Criminal (1994)
- Yo es el enemigo (Eu é) (1996)[1]
- O desintegrista (1999)
- Na maleta (2000)
- Pensamientos impuros (Pensamentos impuros) (2002)[2]
- La aldea muerta (Ser ou non) (2004), traducida al español por ed. Caballo de Troya,[3]
- Costa norte/ZFK (2008)
- Covalladas. Prosa vertical (2010)

### Cuentos
Colecciones:
- Contos malvados (1998), colección de 13 cuentos
- Brevedume (2019), colección de aforismos

### No ficción
- Arte e parte (2007), ensayos

### Traducciones al gallego
- Trópico de Cáncer, de Henry Miller
- El ruido y la furia, de William Faulkner.

## Premios
- Premio de la Crítica de narrativa gallega de 1994, por Criminal
- Premio San Clemente de 1995, por Criminal
- Premio Antón Losada Diéguez de 2001 en la categoría Creación literaria, por Na maleta
- Premio de la Crítica de Galicia de 2008 en la categoría Ensayo y Pensamiento, por Arte e parte